# Luciano Huidobro Serna
Luciano Huidobro Serna (Villadiego 16 de diciembre de 1874-16 de enero de 1958). Historiador y eclesiástico católico español.  
Colaborador del boletín de la Sociedad Castellana de Excursiones, una iniciativa de Narciso Alonso Cortés. 

## Obras
- Artistas burgaleses: Diego de Siloé: nuevos datos sobre sus obras (1922-1923)
- Artistas burgaleses: Diego de Siloé [3]: Torre de Santa María del Campo (1923)
- Artistas burgaleses desconocidos: Alonso de Camuña y otros (1926)
- El arte visigótico y de la Reconquista en Castilla: nuevos descubrimientos (1928)
- Abadía de Tabliega (1928)
- Bujedo de Juarros (1930)
- El antiguo palacio real de Miraflores (1935)
- Apuntes para la historia de la pintura castellana: provincia de Burgos (1945)
- Cambio de Oña por Quintanaopio hecha por el conde Don Sancho: Documentos inéditos (1946)
- Apuntes para la Historia de Melgar de Fernamental. (1947)
- El arte isabelino en Burgos y su provincia (1951)